# KAB.
KAB.（かぶ、1977年〈昭和52年〉1月16日 - ）は、神奈川県横浜市出身のシンガーソングライターである。

## 人物・来歴
性別は女性だが、自らが性同一性障害であるということを公表している。芸名の由来は漫画『魔法使いサリー』の登場人物カブ。トレードマークは鮮やかな髪色のモヒカン。
3歳からピアノを、中学1年生からギターを習い始める。1993年頃からいくつかのバンドを組んだが、最初はキーボードやギター担当で、曲は書いていたもののボーカルはやっていなかった。その後ソロになり、本格的に歌い始める。ティーンズミュージックフェスティバル関東ブロック大会でオーディエンス賞を受賞。
1999年10月、テレビ東京系列の音楽番組「ソングライトSHOW!!」に第1回放送から6回ほど出演、番組の審査員・レギュラー出演者であったバイオリニストの葉加瀬太郎に楽曲「カレーライス」を絶賛され、インターネットでのアクセスが10万件以上集まるなど注目を集める。番組出演をきっかけに、2000年5月20日に日立マクセルが立ち上げた「マクセル・イーキューブ」レーベルから第一弾アーティストとしてメジャーデビュー。渋谷公会堂や渋谷AXにてワンマンライブを行い、3枚のスタジオアルバムアルバム3枚を発売。1stアルバム「日吉」は約10万枚を売り上げる。
ライブ中止、活動休止を経て、2002年10月23日にベストアルバムをリリース
2003年からアルバム「カナリヤ」「未来」等発表し、日本全国でライブを中心に活動。
2005年12月にギタリスト西川進、コバヤシヒロシ、DJcool-k、深澤秀行らと共にツインボーカル・バンド「イツカノオト」を結成して活動していたが、KAB.自身の脱退により2007年6月に無期限活動停止を発表した。
2016年5月18日、9年振りとなるニューアルバム『私生活』をリリース。
現在は自身の音楽活動と共に楽曲提供も行い、ゲームのキャラクターソング、アニメ「伯爵と妖精」エンディングテーマの歌詞提供、元Jungle Smile高木いくの、ネイビーアンドアイボリー下地正晃、他多数のアーティストとのコラボ楽曲も製作している。

## ディスコグラフィー

### シングル
- Realize!?／浅草の天使／カレーライス （2000年5月20日, MQCA-1）
- 本当は泣きたいクセに （2000年9月21日）
- 無口な鳥／桜並木 （2001年3月22日）
- 19の夏 （2001年7月20日）
- レール （2002年2月6日）

（以上、マクセル・イーキューブから発売）

### アルバム
- 日吉 （2000年11月1日）
- 散歩道 （2001年9月20日）
- 向日葵 （2002年3月21日）
- 道 （2002年10月23日） ベストアルバム
- 「今」という時間 （2003年5月21日） ミニアルバム

（以上、マクセル・イーキューブから発売）
- カナリヤ （2007年1月24日）
- 君の涙を拭う指 （2007年11月28日）
- 未来 （2009年10月25日） ミニアルバム
- 私生活（2016年5月18日）

## テレビ出演
- 『ソングラシリーズ』 （テレビ東京） - ソングラーの一人として出演。
  - 『ソングライトSHOW!!』
  - 『輝け!ソングラ天国』
  - 『ソングラ』